# Mrljane
Mrljane su mjesto u Zadarskoj županiji. 

## Zemljopisni položaj
Nalaze se na sjeveroistočnoj strani otoka Pašmana. Zaljev u kojem se nalazi naselje djelomično zatvara otočić Garmenjak.

## Upravna organizacija
Upravnom su organizacijom u sastavu općine Pašmana.

## Stanovništvo
| broj stanovnika | 101   |       | 119   | 118   | 111   | 224   | 261   | 286   | 395   | 368   | 316   | 264   | 202   | 311   | 224   | 249   | 253   |
|                 | 1857. | 1869. | 1880. | 1890. | 1900. | 1910. | 1921. | 1931. | 1948. | 1953. | 1961. | 1971. | 1981. | 1991. | 2001. | 2011. | 2021. |